# Dubh

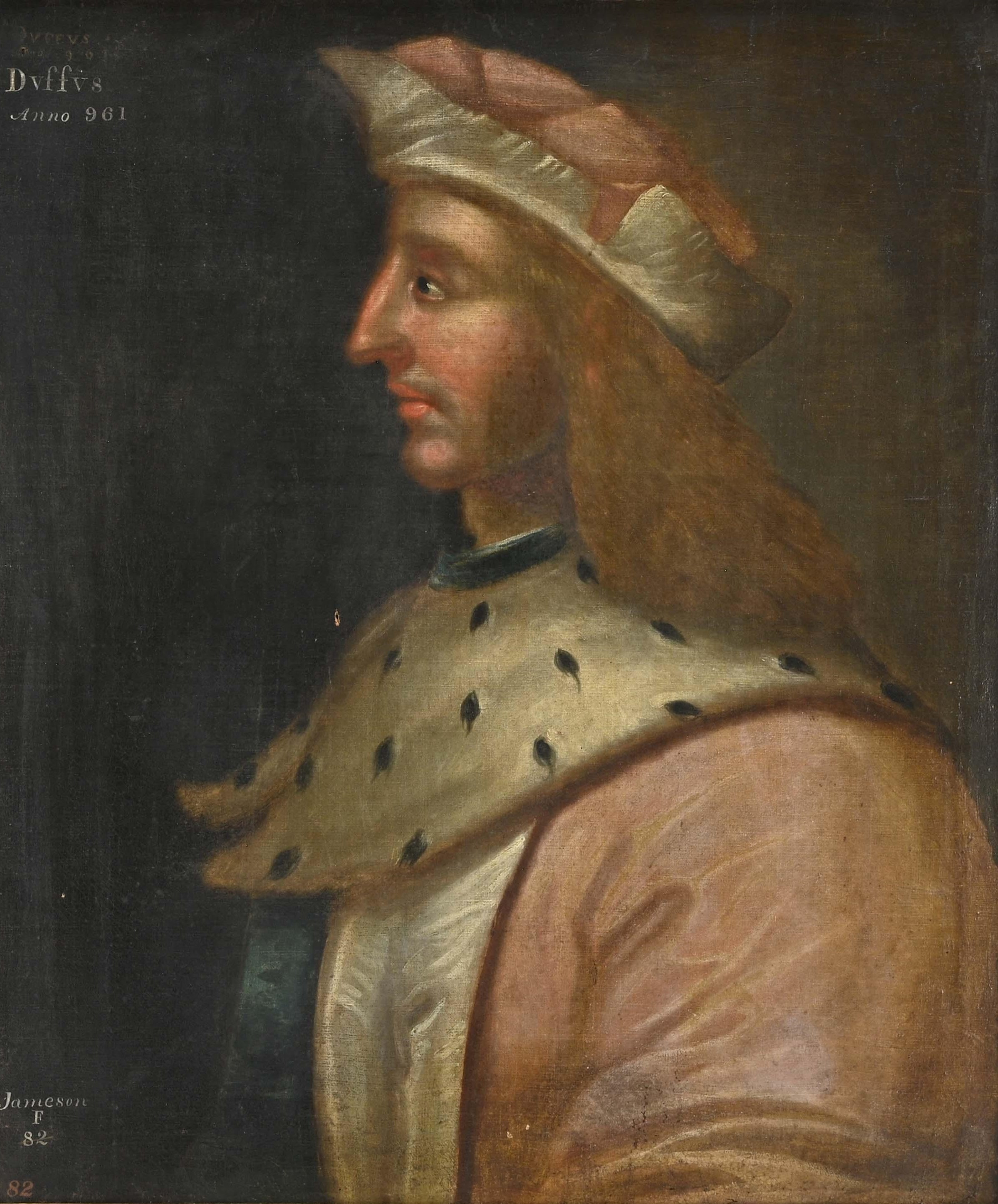
Bildnis von King Dubh, George Jamesone, 1633

Dubh, Dub oder Duff (Dub mac Maíl Coluim; † 967) war schottischer König von 962 bis zu seinem Tod. Er war der Sohn von Malcolm I. und folgte seinem Onkel Indulf auf den Thron.
Dubh, der von 954 bis 962 bereits König von Strathclyde gewesen war, soll ein ausgezeichneter Herrscher gewesen sein, soweit man den spärlichen Überlieferungen Glauben schenken kann. Culen, Indulfs Sohn, versuchte mit Gewalt an die Macht zu gelangen und verstieß damit gegen die Regeln des Tanistry-Systems. Seine Truppen trafen bei Crief auf die Truppen des amtierenden Königs, unterlagen aber.
Allerdings konnte Dubh seinen Sieg nicht lange auskosten, denn kurz darauf erkrankte er schwer und musste die Aufsicht über die Gerichtsverwaltung aufgeben, was beinahe einer Suspendierung von der Regierung gleichkam. Seine Untergebenen nutzten diese Situation und bereicherten sich ungestraft, weil sie Dubh auf dem Sterbebett wähnten. Doch Dubh erholte sich wieder und verheerte Moray und Ross, um dort Ruhe und Ordnung wiederherzustellen. Die Verräter wurden exekutiert.
Auf dem Weg zurück in den Süden übernachtete Dubh im Schloss von Forres. Während der Nacht wurden die Wachen vor seinem Schlafgemach ausgeschaltet und zwei Attentäter ermordeten den schlafenden König. Die Leiche wurde hastig in einem Bach verscharrt, der umgeleitet worden war und danach das Grab überflutete. Das Grab lag vermutlich bei oder unter der Brücke von Kinloss. Der Königsmord blieb trotz des Verschwindens der Leiche nicht lange unbemerkt; die Mörder und Auftraggeber wurden aufgespürt und exekutiert. Die Leiche des Königs wurde exhumiert und auf der heiligen Insel Iona beigesetzt.
Auf ihn folgte sein Cousin Culen in der schottischen Herrschaftslinie.
Es gilt als gesichert, dass Dubh verheiratet war. Der Name seiner Ehefrau wie auch Ort und Datum der Hochzeit sind unbekannt. Er hatte zwei Söhne: Kenneth III. wurde 997 schottischer König, während Malcolm von 975 bis 997 König von Strathclyde war.